# Karl Ortner
Karl Ortner, gebürtig Karl Prochaska (* 3. Juni 1899 in Wien; † 26. Februar 1967 ebendort), war ein österreichisch-deutscher Kunsthistoriker.

## Leben und Tätigkeit
Karl Ortner wurde als Karl Prochaska (Procházka) als Sohn des aus Mähren stammenden Postbeamten Karl Prochaska und seiner Ehefrau Marie Prochaska, geborene Ortner, geboren. Er wuchs in Wien auf und besuchte die Realschule.
Ab 1917 nahm Prochaska mit der k.-u.-k.-Armee am Ersten Weltkrieg teil, in dem er in Albanien eingesetzt wurde. Ende 1918 kehrte er als Versehrter nach Wien zurück.
Von 1918 bis 1919 studierte Prochaska zwei Semester lang Bauingenieurwesen an der Technischen Hochschule Wien, die er nach dem Tod seiner Mutter im September 1919 aus finanziellen Gründen ohne Abschluss verließ. Er übernahm stattdessen eine Verwaltungsstelle im Kaiser-Franz-Josef-Spital in Wien, um sich und einen jüngeren Bruder zu unterhalten. Nach der Ablegung der Lateinprüfung studierte Prochaska dann ab 1921 neuere Sprachen und ab 1923 Kunstgeschichte an der philosophischen Fakultät der Universität Wien. 1931 promovierte er mit einer von Josef Strzygowski betreuten Arbeit über Die mittelalterlichen Deckenmalereien am Institut für Kunstgeschichte. Die Arbeit reichte er im November 1929 ein, die Abschlussprüfung erfolgte im Juli 1931. Anschließend arbeitete er als Beamter und Kunsthistoriker.
Bereits 1930 hatte Prochaska seinen Nachnamen in Ortner geändert.
Ende 1931 beantragte Ortner die Aufnahme in die NSDAP, in die er zum 1. März 1932 aufgenommen wurde (Mitgliedsnummer 898.143).
In den 1930er Jahren arbeitete Ortner beim Ministerium für innere und kulturelle Angelegenheiten in der Abteilung II/8 (Gesundheit des Menschen).
1938 wurde Ortner auf eigenen Wunsch ins Kunsthistorische Museum Wien (KHM) versetzt, wo er ab November 1938 als Bibliothekar tätig war. Von September 1939 bis 1940 leitete Ortner die Bergungsstelle am Schloss Gaming, um dann in die KHM-Bibliothek zurückzukehren. 1942 wurde er vom Museum beurlaubt, um als wissenschaftlicher Mitarbeiter im Institut für deutsche Volkskunde, Forschungsstelle für Mythenkunde "der hohen Schule" für die Reichsleitung der NSDAP tätig zu werden. Eigenen Angaben zufolge war er dort hauptsächlich mit denkmalpflegerischen Arbeiten wie der Anlegung einer Fotokartei alter Bauernhäuser beschäftigt.
Daneben war er Lektor in der parteiamtlichen Prüfungsstelle und bis 1943 Leiter der Hauptstelle Schrifttum und Büchereiwesen im Schulungsamt des Kreises IV der NSDAP.
Im November 1943 wurde Ortner zum Militär eingezogen. 1944 war er Oberfeldwebel im Oberfähnrichslehrgang in Bruck an der Leitha stationiert. Im April 1945 geriet er in Oberösterreich in amerikanische Kriegsgefangenschaft.
Im Juni 1945 wurde Ortner aus dem Dienst beim Kunsthistorischen Museum in Wien als Nationalsozialist entlassen. Im Rahmen der Entnazifizierung wurde er zunächst als minderbelastet eingestuft. Infolgedessen wurde seine Entlassung als Beamter gemäß dem Verbotsgesetz 1947 im Februar 1947 aufgehoben. 1948 beantragte die Polizeidirektion Wien die Wiederaufnahme des Registrierungsverfahrens aufgrund von Ortners Tätigkeit als Leiter der Hauptstelle Schrifttum und Büchereiwesen. In der Nachtragsregistrierungsliste 1949 erhielt er den Eintrag "belastet" und wurde dann im Januar 1950 in den dauernden Ruhestand versetzt. Ein Antrag Ortners auf Wiederaufnahme als Kustos in Folge der Amnestie des Jahres 1957 lehnte das österreichische Bundesministerium für soziale Verwaltung ab.

## Ehe und Familie
Im Dezember 1942 heiratete Ortner Elisabeth Schütz, die an der Akademie für Musik und darstellende Kunst Klavier unterrichtete.

## Schriften
- Die mittelalterlichen Deckenmalereien. Eine Gegenstandsuntersuchung, Wien 1929. (als Karl Prochaska veröffentlicht)
- "Jenseitslandschaften, in: Bausteine zur Geschichte, Völkerkunde und Mythenkunde. Mitteilungen der Gesellschaft Deutsche Bildung 3 (1933), S. 99–109.
- "Neue Quellen zu Bedeutungsfragen", in: Josef Strzygowski-Festschrift. Zum 70. Geburtstag dargebracht von seinen Schülern, Klagenfurt 1932, 123–125.